# Lina (namn)
För andra betydelser, se Lina.

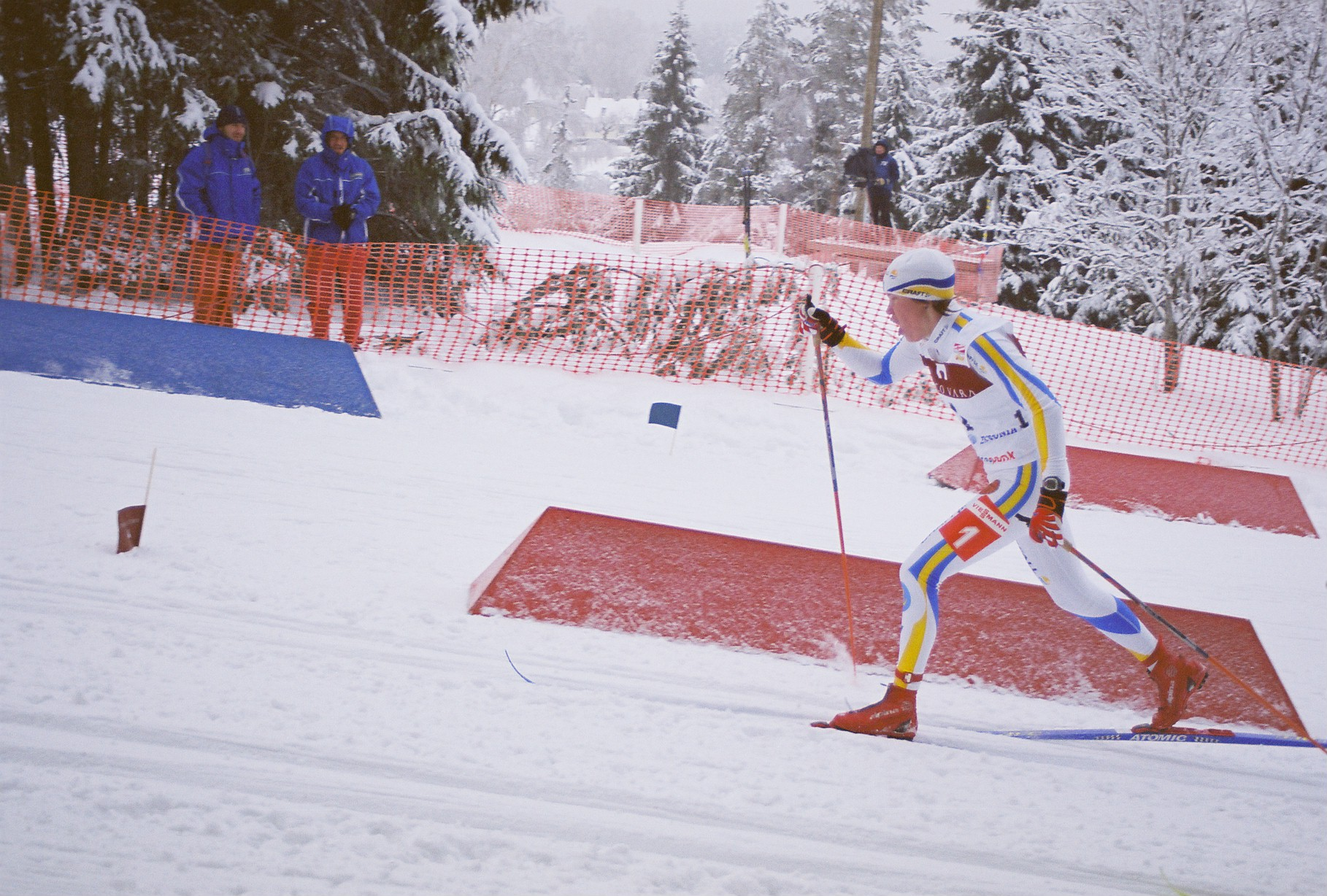
Lina Andersson, 2006.

Lina är ett kvinnligt förnamn som ursprungligen var en smeknamnsform av olika namn som slutar på -lina. Det kan också vara en kvinnlig form av Linus. Det äldsta belägget i Sverige är från 1802. Namnet är vanligast på personer födda efter 1980. Line är den danska formen, en kortform av till exempel Karoline. Lina (لينا) är också ett arabiskt kvinnonamn, som kan betyda "palm" eller "öm".
I den finlandssvenska namnsdagslängden har Lina namnsdag 22 juni sedan 1995. Från 2025 finns också parallellformen Line i den finlandssvenska namnsdagskalendern.

## Personer med namnet Lina eller Line
- Lina Andersson, längdskidåkare
- Lina Englund, skådespelerska
- Lina Hallberg, sångerska
- Lina Hedlund, sångerska
- Line Knutzon, dansk skådespelerska och dramatiker
- Lina Nordwall, filantrop
- Lina Pleijel, skådespelerska
- Lina Sandell (gift Lina Sandell-Berg), psalmförfattare
- Lina Sandell (skådespelare)
- Line Østvold, norsk snowboardåkare

### Fiktiva personer
- Pigan Lina i Emil i Lönneberga av Astrid Lindgren
- Huvudpersonen i boken och filmen Linas kvällsbok